# Ramón Fernández y Lafita
Ramón Fernández y Lafita (Bailo, 30 de agosto de 1809-Jaca, 29 de septiembre de 1890) fue un religioso español del siglo XIX.

## Biografía
Natural de Bailo, en la diócesis de Jaca, fue ordenado sacerdote el 21 de diciembre de 1833. Estudió filosofía y teología en la Universidad de Huesca, alcanzando el grado de doctor. Desde 1833 fue catedrático de esta universidad y posteriormente lo fue en la de Zaragoza. De 1853 a 1863 fue rector del seminario de San Fulgencio en Cartagena.
Tras su estancia murciana volvió a su diócesis natal. En 1870 era deán y administró la diócesis de Jaca tras el fallecimiento del obispo Pedro Lucas Asensio Poves. Fue finalmente elegido obispo de la diócesis en 1873. De su obispado se recuerda la creación del boletín oficial de la diócesis en 1875 y una visita ad limina en 1883. Fue también autor de una novena a Nuestra Señora de Valentuñana en 1887.
Falleció en 1890. Fue enterrado en la catedral de San Pedro de Jaca.